# Josep Maria Rovira i Paxau
Josep Maria Rovira i Paxau   (Gurb, 27 de maig de 1952 - Vic, 16 d'octubre de 2021), més conegut com a Josep Rovira Paxau o, simplement, Paxau, fou un enginyer de motors català de renom internacional dins el camp de les motocicletes de trial, on era considerat un autèntic "guru" per la seva dedicació i qualitat tècnica. Paxau fou més de trenta anys el tècnic de referència en aquesta disciplina i es dedicà a la recerca i innovació de solucions tècniques que sovint esdevenien estàndards.
Al llarg de la seva carrera professional fou un dels responsables dels èxits internacionals de Gas Gas (desenvolupà, entre d'altres, la motocicleta amb què Jordi Tarrés guanyà tres campionats del món de trial) i de Sherco, empresa on fou durant anys el principal responsable tècnic. Des del seu equip, PXC ("Paxau Competició"), donà cobertura tècnica a la preparació de les motos de nombrosos pilots de l'elit internacional, entre ells Lluís Gallach, Jordi Tarrés, Joan Pons, Graham Jarvis i Albert Cabestany.

## Biografia
Nascut al Mas Carboneres de Gurb, al si d'una família de pagesos, Paxau era el quart dels sis fills d'Andreu Rovira i Maria Paxau. De ben petit es va sentir atret per la mecànica i els vehicles de motor i, quan en tingué l'edat, va estudiar l'anomenat aleshores mestratge industrial a Manlleu, mentre feia d'aprenent a la fàbrica tèxtil de Can Grau, a Les Masies de Roda. Aviat, va començar a experimentar amb la preparació de motocicletes a casa seva.
De jove, abans de dedicar-se a la motocicleta, practicà el ciclisme i hi competí com a aficionat, fins que va deixar aquest esport quan havia de fer el pas a professional. Com a curiositat, les seves bicicletes eren sempre el centre d'atenció perquè portaven infinitat de peces retocades. L'aviació era una altra de les seves aficions. En tornar del servei militar va obrir un petit taller a Torelló, "Motos Paxau".
Al tombant de la dècada del 1970, Paxau començà a especialitzar-se des del seu taller en la preparació de motos de trial, començant per les Bultaco Sherpa T, Montesa Cota i OSSA MAR i TR, alhora que promovia proves de trial per a aficionats (les quals van esdevenir amb els anys el COTA, "Campionat d'Osona de Trial Aficionat"). Inicialment es dedicava també a les motocicletes de motocròs -entre els pilots d'aquesta modalitat que ajudava hi havia Toni Arcarons, a qui cap al 1980 li va preparar una innovadora Montesa Cappra 125 refrigerada per aigua que tingué un gran ressò mediàtic. Però no només les motos de fora d'asfalt que preparava eren competitives, també les de velocitat: el 1986, Àlex Crivillé va guanyar el Critèrium Solo Moto amb una Honda MBX de l'equip Taulé preparada per Paxau.

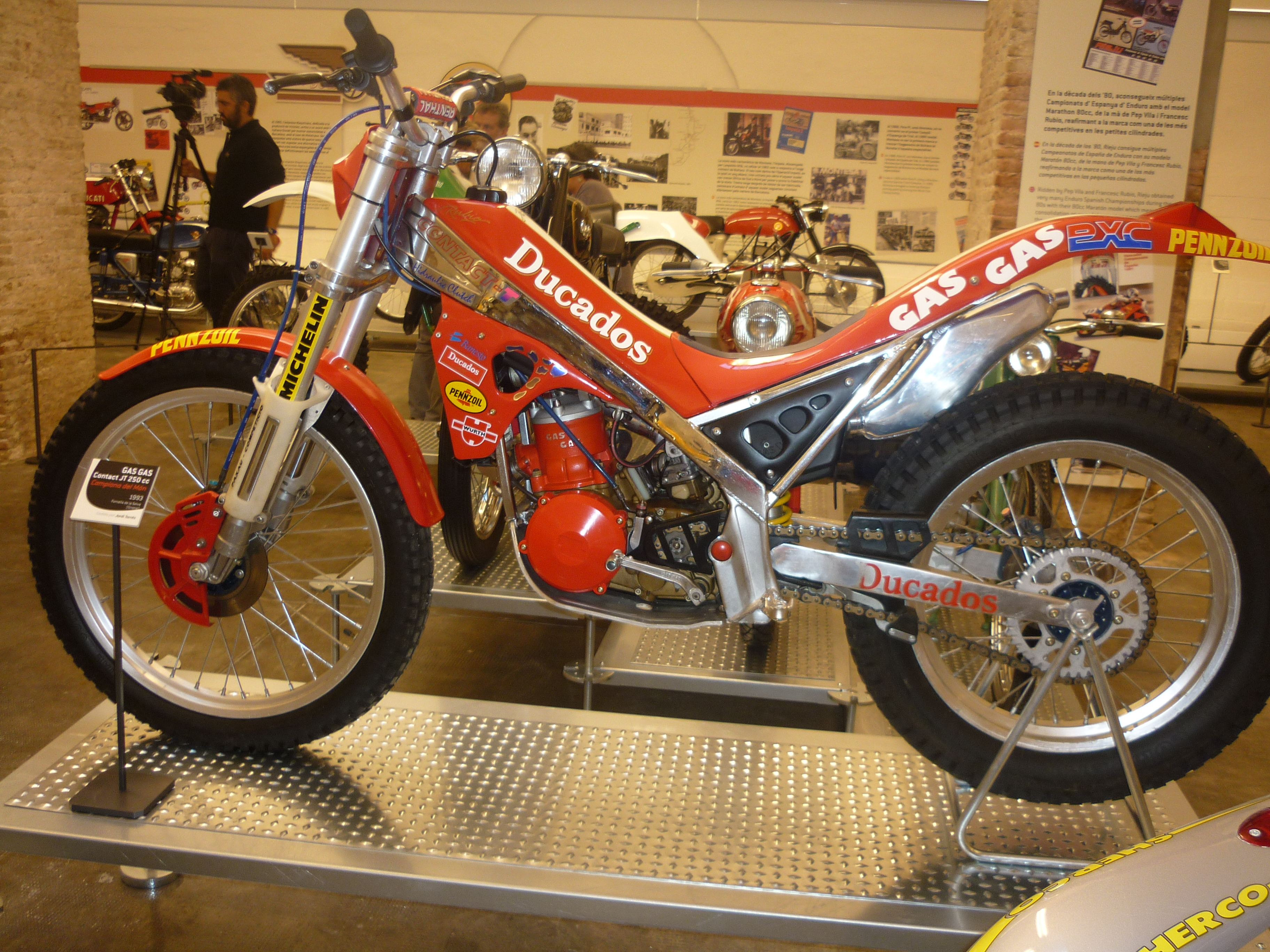
La Gas Gas Contact JT 250 campiona del món (1993), obra de Paxau

La feina de Josep Rovira Paxau amb les motos de trial el féu conegut a escala nacional. Després d'una etapa de col·laboració amb l'equip de competició d'OSSA, que el va fitxar per a treballar en el desenvolupament de les seves motos, cap al 1983 entrà a Merlin per a fer-se càrrec del desenvolupament dels seus models de trial. Lluís Gallach va aconseguir amb aquelles motos els dos únics campionats d'Espanya de la marca catalana (1984-1985).
El 1985, Paxau va deixar Merlin per a endegar un nou projecte des del seu taller de Torelló: la creació del primer model de trial del nou fabricant català Gas Gas. Llançada el 1986, la Gas Gas Halley 325 que desenvolupà assolí ben aviat èxits esportius pilotada per Gabino Renales, entre ells la victòria al Trial de Bèlgica durant el mundial de 1987. Gas Gas esdevingué de seguida una de les marques capdavanteres d'aquest esport i, durant anys, el departament de trial de l'empresa s'ubicà a les instal·lacions de Paxau a Torelló. Allà s'hi desenvolupava pràcticament tota la feina relativa a les motos de competició: disseny, primers prototipus, muntatge, primeres evolucions i manteniment durant tot l'any.
A finals de 1992, l'aleshores quatre vegades campió del món Jordi Tarrés va deixar Beta per a fitxar per Gas Gas. Pilotant la Contact JT 250 desenvolupada per Paxau, Tarrés esdevingué el 1993 el primer català a guanyar el mundial amb una moto catalana, èxit que repetí els dos anys següents. En alguna ocasió, Jordi Tarrés definí el tècnic osonenc com al seu mestre i com una persona de caràcter fort.
Amb els anys, Paxau i Gas Gas es distanciaren fins que, a finals de 1997, el tècnic abandonà l'empresa i entrà a Sherco, aleshores encara en fase de fundació. Paxau ocupà el càrrec de director tècnic de l'empresa i va desenvolupar-ne tots els models de sèrie i de competició, inclosos els de quatre temps (Albert Cabestany va pilotar durant anys al mundial una d'aquelles Sherco 4T amb èxit). Dissenyades i desenvolupades a Torelló -el taller de Motos Paxau fou, de fet, el departament d'I+D de la marca- i fabricades a Caldes de Montbui, les Sherco van assolir un gran nivell competitiu.

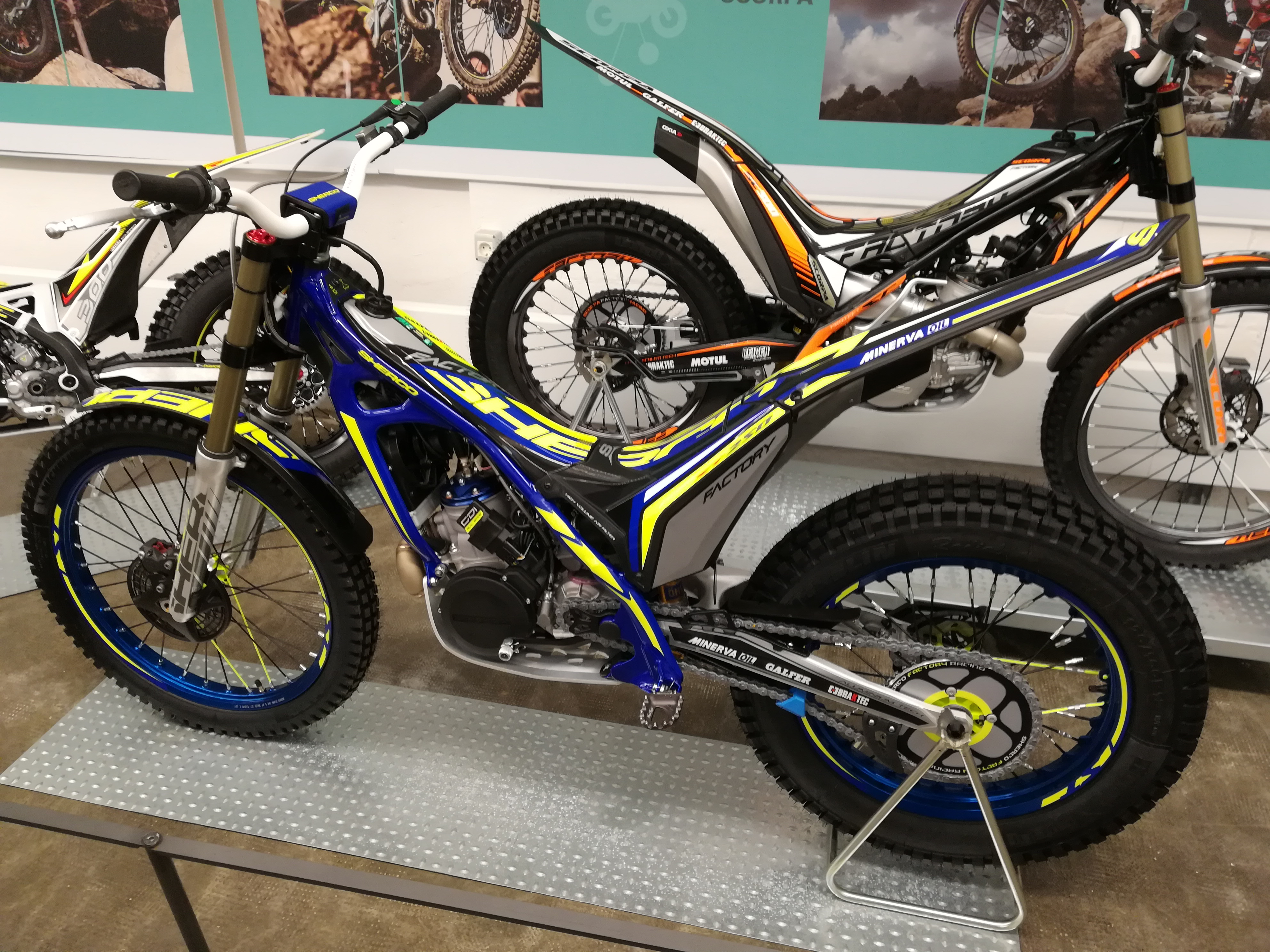
Una Sherco ST Factory 250 del 2017

Josep Rovira Paxau es jubilà el 2017.
 Quatre anys després, el 2021, es va morir a Vic a 69 anys, víctima d'una malaltia neurodegenerativa a la qual s'hi va afegir un càncer.

## Llegat
Al llarg de més de 40 anys d'activitat professional, Paxau destacà no només per les seves decisives aportacions tecnològiques, sinó també pel seu suport a nombrosos pilots i la seva contribució, doncs, a l'èxit de les seves respectives carreres esportives. En aquest vessant cal esmentar, entre d'altres, els germans Toni i Jordi Arcarons, Àlex Crivillé, Albert Juvanteny, Lluís Gallach, Alberto Puig, Amós Bilbao, Jordi Tarrés, Cèsar Panicot, Marc Catllà, Angel García, Josep Maria Juan, Xavier Puigdemont, Marc Freixa, Josep Arcarons, Marcel Justribó, Andreu Codina, Gabino Renales, Joan Pons, Albert Cabestany, Dani Oliveras, David Cobos, Graham Jarvis, Steve Colley, Loris Gubian o Emma Bristow.